# Томасов, Михаил Тимофеевич
Михаил Тимофеевич Томасов (11 сентября 1896, д. Большие Яуши, Ядринский уезд, Казанская губерния, Российская империя — 16 мая 1978, Горький, Горьковская область, РСФСР, СССР) — советский государственный и партийный деятель. Ответственный секретарь Чувашского областного комитета РКП(б) (1924—1925).

## Биография
В 1914 г. окончил педагогические курсы в с. Шихазаны. В 1914—1915 гг. — учитель Ойкас-Яушевской начальной школы. В Первую мировую войну служил в русской армии.
Член РКП(б) с 1919 г.
- 1919—1921 гг. — учитель Норусовской начальной школы, инструктор внешкольной работы, заведующий уездным отделом политико-просветительной работы, член исполнительного комитета Ядринского уездного Совета (Казанская губерния-Чувашская трудовая коммуна),
- 1921—1924 гг. — ответственный секретарь Ядринского уездного комитета РКП(б) (Чувашская трудовая коммуна), редактор газеты «Красный клич»,
- 1924—1925 гг. — ответственный секретарь Чувашского областного комитета РКП(б) (Чувашская трудовая коммуна),
- апрель-октябрь 1925 г. — ответственный секретарь Чувашского областного комитета РКП(б) (Чувашская АССР). Активный участник преобразования ЧАО в Чувашскую АССР и присоединения к ней трех волостей Алатырского уезда.

В 1926—1938 гг. — на хозяйственной работе: инспектор Госбанка СССР, управляющий его Конотопским отделением, Чувашской республиканской конторой, первый заместитель председателя Нижегородской (Горьковской) краевой плановой комиссии, редактор журнала «Горьковский край».
Перед арестом работал инженером-экономистом завода «Теплоход». В марте 1938 г. был арестован, в октябре 1940 г. — осуждён к восьми годам лишения свободы, затем освобожден. В январе 1949 г. — вновь арестован и осуждён к ссылке в Красноярский край.
Реабилитирован в 1956 г.

## Награды и звания
Награжден орденом Трудового Красного Знамени. 

## Семья
Отец - Тимофей Федорович Томасов, сестра - Вера, братья - Юрий и Степан.